# Спиртове бродіння

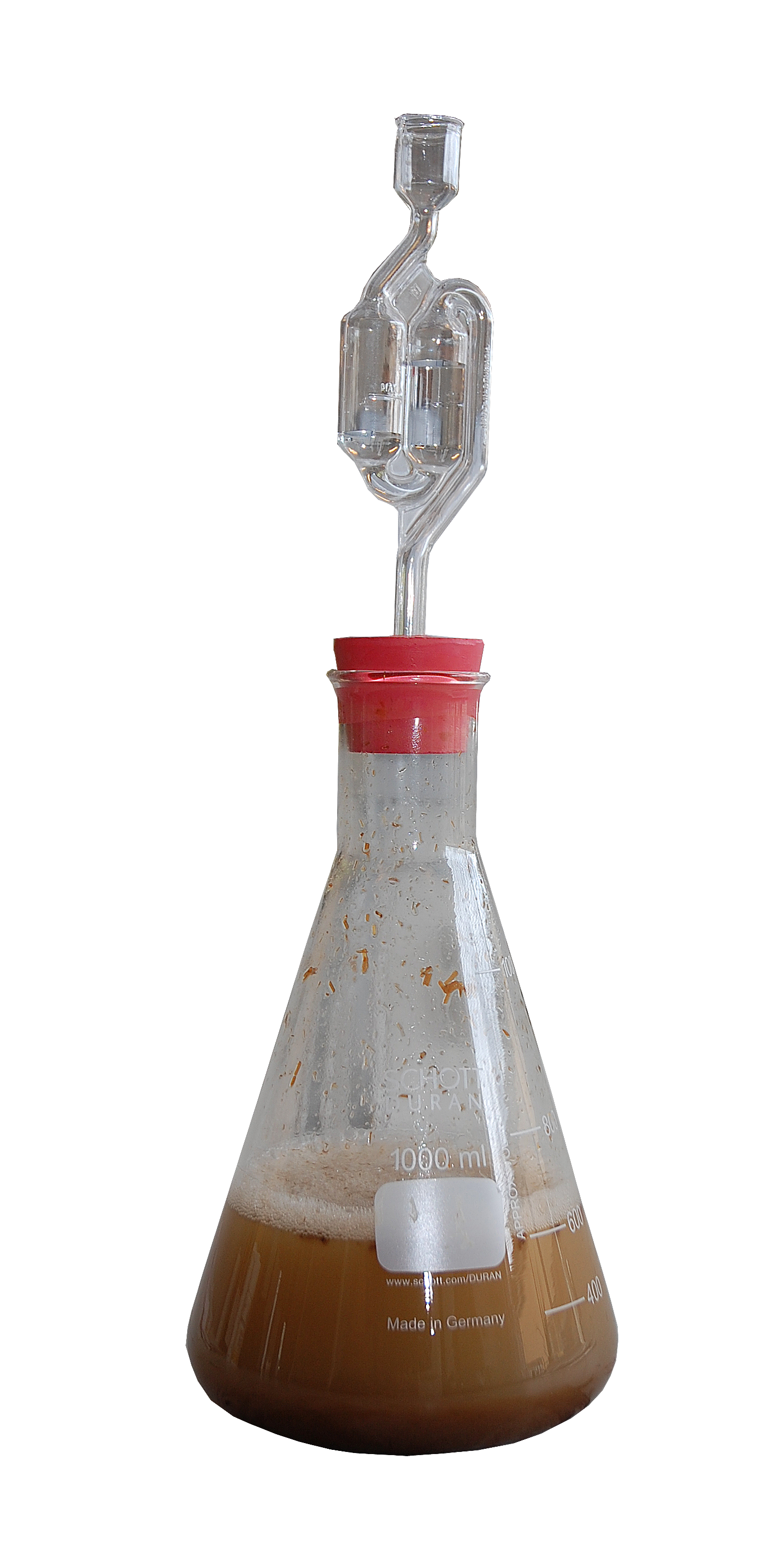
Колба в якій відбувається спиртове зброджування соломи

Спиртове бродіння — біохімічний процес ферментації, при якому цукри, такі як глюкоза і фруктоза, розкладаються під дією ферментів з виділенням енергії і утворенням етилового спирту та вуглекислого газу. Дозволяє отримати два моль АТФ на моль глюкози в анаеробних умовах. Загальне рівняння спиртового бродіння:
C6H12O6 + 2 АДФ + 2 Фн → 2 C2H5OH + 2 CO2 + 2 АТФ + 2 H2O
Цей метаболічний шлях характерний для багатьох грибів (дріжджів, дріжджеподібних і деяких цвілевих грибків), водоростей, найпростіших та деяких бактерій. Спиртове бродіння здавна використовується людиною у процесі хлібопекарства (спричиняє «сходження» дріжджового тіста) та виготовлення алкогольних напоїв. Однією із нових галузей застосування цього метаболічного шляху є виробництво етанолу як відновного і відносно недорогого біопалива.

## Реакції спиртового бродіння
Під час спиртового бродіння розщеплення глюкози починається гліколітичним шляхом (за винятком бактерії Zymomonas mobilis, у якої глюкоза метаболізує по шляху Ентнера-Дудорова). У гліколітичних реакціях глюкоза розщеплюється і окиснюється до двох молекул пірувату, відбувається субстратне фосфорилювання двох молекул АДФ із утворенням АТФ, а також відновлюються до НАД дві молекули НАД+. За аеробних умов НАДН знову окиснюється віддаючи електрони через ряд посередників на молекулярний кисень, і тоді знову може бути використаний у процесі гліколізу. В анаеробних умовах регенерація НАД+ відбувається у кінцевих етапах бродіння, під час яких акцептором електронів є сам піруват або його похідні: у випадку спиртового бродіння — ацетальдегід.
Ацетальдегід утворюється із пірувату шляхом декарбоксилювання (відщеплення вуглекислого газу), яке каталізується піруватдекарбоксилазою. Цей фермент потребує присутності іонів Mg2+ та містить ковалентно приєднаний кофермент тіамінпірофосфат.
Наступним кроком є відновлення ацетальдегіду до етилового спирту завдяки перенесенню гідрид іона із НАДН, утвореного у гліколізі. Реакція відбувається за участі ферменту алкогольдегідрогенази, що містить в активному центрі іон цинку, який поляризує карбонільну групу субстрату полегшуючи приєднання гідриду.
Отже кінцевими продуктами спиртового бродіння на одну молекулу глюкози є дві молекули етилового спирту, дві молекули CO2, та дві молекули АТФ. В підсумку не відбувається ні окиснення ні відновлення глюкози (співвідношення C:H однакове для вихідних речовин (глюкоза) і продуктів (етанол + вуглекислий газ) і становить 1:2).

## Поширення

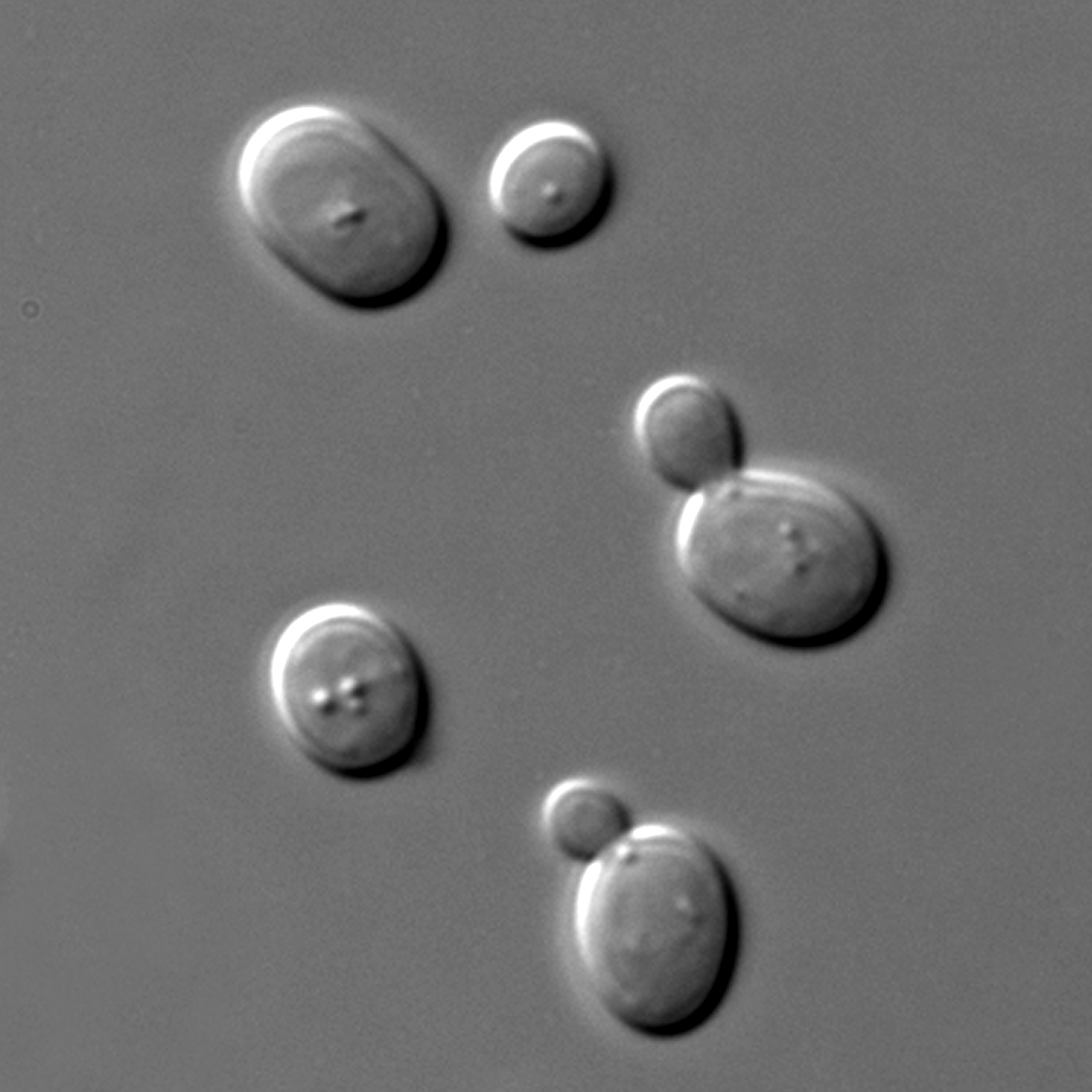
Пекарські дріжджі Saccharomyces cerevisiae

Метаболічний шлях спиртового бродіння наявний у багатьох організмів, зокрема грибів (дріжджів, дріжджеподібних та деяких цвілевих грибів), водоростей, найпростіших, бактерій, деяких рослин. У частини анаеробних організмів він є основним шляхом отримання енергії, наприклад у бактерії Zymomonas mobilis, тоді як багато факультативних анаеробів, наприклад пекарські дріжджі Saccharomyces cerevisiae, використовують його як альтернативу диханню тільки за відсутності кисню.
На відміну від ферменту піруватдекарбоксилази, що є специфічним для спиртового бродіння і відсутній в організмів, для яких характерне молочнокисле бродіння (в тому числі і людини), алкогольдегідрогеназа наявна у багатьох видів, що можуть використовувати етанол як джерело енергії. У печінці людини цей фермент каталізує реакцію зворотну до такої у спиртовому бродінні.

## Використання спиртового бродіння

### Виробництво алкогольних напоїв
Спиртове бродіння здавна використовується для виробництва алкогольних напоїв, таких як вино, пиво, ель. Джерелом вуглеводів для цих процесів можуть слугувати різноманітні рослини. Частина з них містять готові до зброджування моно- та олігосахариди: наприклад сахароза і фруктоза у виноградному соку. В такому випадку ферментація може починатись без попередньої обробки. З іншого боку зернові, такі як пшениця, овес, рис тощо та інші продукти, що містять крохмаль, спочатку повинні пройти процес гідролізу полісахаридів. Продуктом гідролізу є сусло, яке вже містить цукри готові до зброджування.

#### Виноробство

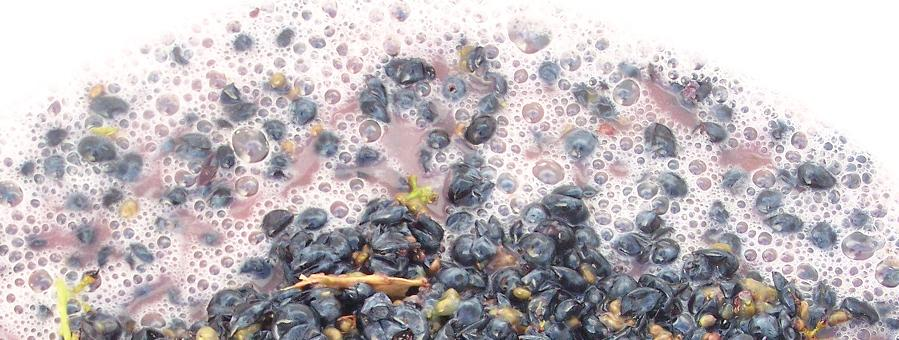
Бродіння мусту під час виробництва вина

У виноробстві для бродіння може використовуватись природна суміш грибів та бактерій, присутніх на шкірці винограду. Проте за такого підходу важко передбачити результати, тому частіше муст пастеризують або обробляють діоксидом сірки, речовиною із фунгіцидними властивостями, після чого додають потрібну культуру, найчастіше S. cerevisiae або S. ellipsoideus. Бродіння триває 3–5 днів при температурі 20–28 °C. Вміст алкоголю може сягати 10–18 % в залежності від стійкості мікроорганізмів до етанолу. Отримана суміш підлягає процесу дозрівання, під час якого відбувається остаточне формування смаку та аромату вина.

#### Виробництво пива та елю

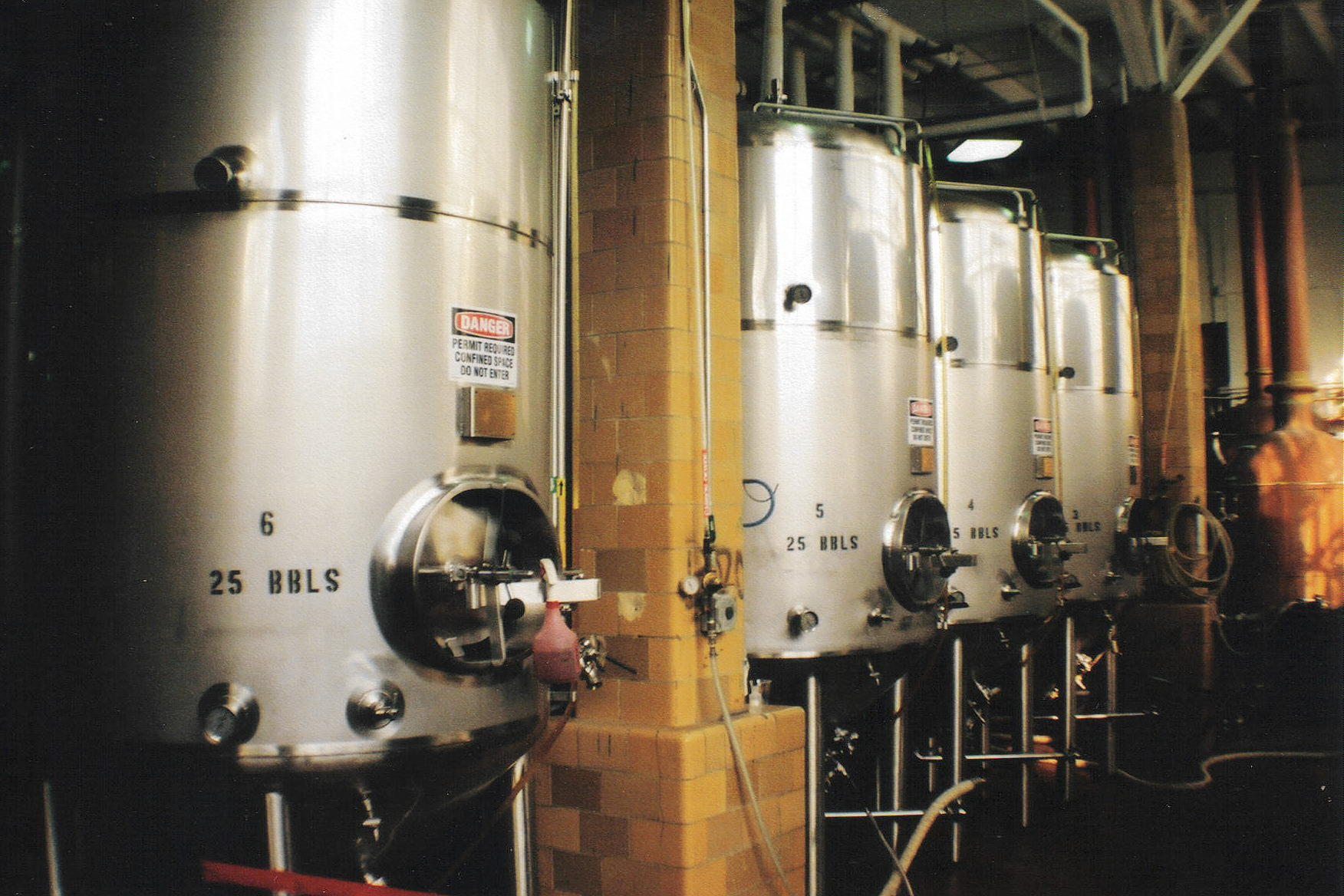
Сучасні ферментери, в яких здійснюється бродіння пивного сусла

Для пива та елю вихідною сировиною є зерно: ячмінь, пшениця, рис. Ці продукти містять крохмаль, що може бути субстратом для зброджування тільки після гідролізу. Для активації гідролітичних ферментів зерно пророщують, утворений солод подрібнюють і змішують з водою, в таких умовах крохмаль і білки розкладаються до простіших речовин — мальтози, глюкози, амінокислот. Утворюється сусло, до якого додають хміль, який первинно використовувався для пригнічення росту мікроорганізмів гниття, і нагрівають. Після цього відбувається інокуляція сусла — додавання культури дріжджів. Для виробництва пива найчастіше використовують дріжджі низового бродіння, такі як Saccharomyces carlsbergensis, які осідають на дно ферментера. Бродіння триває 7–12 днів, утворений продукт має pH 4,1–4,2. Дріжджі верхового бродіння, такі як S. cerevisiae використовуються для виробництва елю, він має кисліше pH 3,8. Після бродіння пиво ще деякий час дозріває, після чого до нього зазвичай додають вуглекислого газу та пастеризують або стерилізують фільтрацією.
Міцні алкогольні напої, такі як віскі, горілка, джин, отримують технологією схожою до пивоваріння, доповненою перегонкою.

#### Хлібопекарство

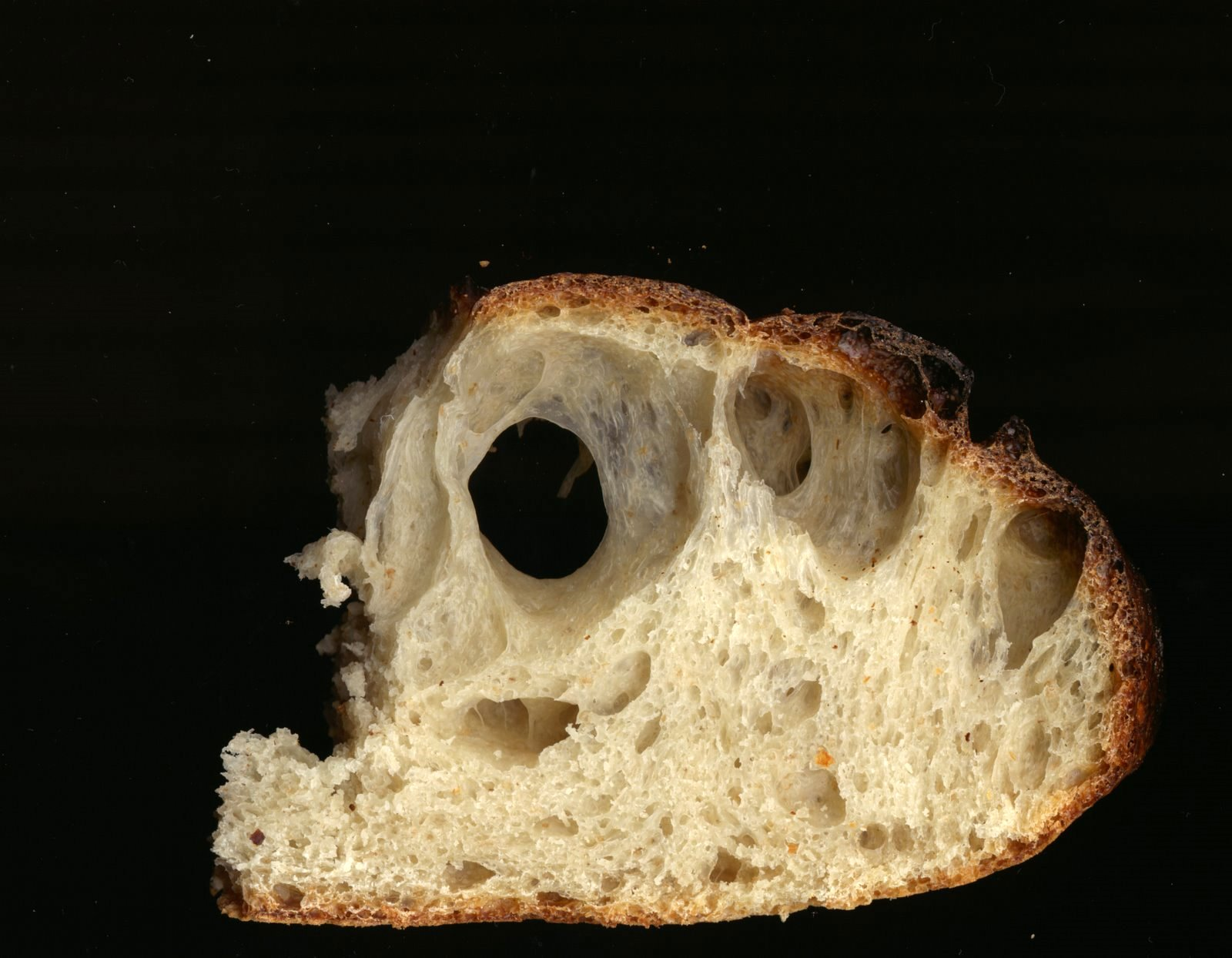
Шматочок хліба із порами, утвореними вуглекислим газом, що виділяється пекарськими дріжджами

Дріжджі використовуються людьми для виготовлення хліба вже принаймні 4,5 тисячоліть, про що свідчать давньоєгипетські рисунки, на яких детально зображений цей процес, а також пекарня 2575 року до н. е., знайдена в районі некрополя Ґізи.
Оскільки під час вироблення хліба дріжджі S. cerevisiae вирощуються за аеробних умов, дихання переважає над спиртовим бродінням. Через це спостерігається посилене виділення вуглекислого газу та незначне утворення етанолу. Вуглекислий газ спричиняє «сходження» тіста та відповідає за легку пористу текстуру хліба, а продукти бродіння надають йому характерного смаку.

### Виробництво біопалива
Етанол, отриманий у процесі спиртового бродіння, може бути використаний як недороге і відновлюване джерело енергії. Як сировину для виробництва етанолового біопалива використовується рослинний матеріал, багатий на сахарозу, крохмаль або целюлозу: кукурудзу, пшеницю, цукровий буряк і тростину, солому, відходи деревообробної промисловості, побутові відходи рослинного походження тощо. Зазвичай сировину хімічно обробляють з метою гідролізу полісахаридів до мономерів, після чого до отриманої маси додають витривалі штами дріжджів.

### Виробництво гліцеролу
Під час Другої світової війни Німеччина мала велику потребу в гліцеролі для виготовлення вибухової речовини нітрогліцеролу. Імпорт гліцеролу був обмежений британською морською блокадою, тому здійснювались спроби налагодити власне виробництво. На той час було відомо, що гліцерол у невеликих кількостях утворюється під час спиртового бродіння за участі S. cerevisiae. Німецький вчений Карл Нойберг знайшов спосіб модифікувати процес таким чином, щоб вихід цієї речовини був значно вищим. Для цього він додав у середовище із дріжджами 3,5 % сульфіту натрію при pH 7,0. Бісульфіт-іони утворюють комплекс із ацетальдегідом, внаслідок чого останній стає недоступним для відновлення до етанол. Оскільки дріжджі однаково потребують акцептора електронів та водню, вони використовують із цією метою один із проміжних продуктів гліколізу — дигідроксиацетонфосфат, що відновлюється до гліцеролфосфату. Останній перетворюється у гліцерол унаслідок дефосфорилювання.
Це відкриття дало змогу Німеччині отримувати близько 1000 тонн гліцеролу на місяць завдяки тому, що більшість пивоварень було перетворено на фабрики з виробництва цієї речовини. Після настання миру такий шлях одержання гліцерину не був економічно конкурентоспроможним і тому припинився.